# Mbulelo Mabizela
Mbulelo Mabizela (ur. 16 września 1980 w Pietermaritzburgu) – południowoafrykański piłkarz grający na pozycji defensywnego pomocnika.

## Kariera klubowa
Mabizela jest wychowankiem klubu Mamelodi Sundowns i w sezonie 1999/2000 zadebiutował w południowoafrykańskiej Castle Premiership. W tym samym sezonie wywalczył z Mamelodi mistrzostwo kraju, a następnie odszedł do Maritzburg United, dla którego strzelił 6 goli. W 2001 roku ponownie zmienił barwy klubowe i został zawodnikiem Orlando Pirates z Johannesburga. W 2003 roku wraz z „The Buccaneers” wywalczył swoje drugie w karierze mistrzostwo Premiership.
W lipcu 2003 roku Mabizela został sprzedany do angielskiego Tottenhamu Hotspur, ale dopiero w październiku otrzymał pozwolenie na pracę. 19 października zadebiutował w Premiership w wygranym 2:1 wyjazdowym spotkaniu z Leicester City. W 74. minucie wszedł na boisko, a w 79. strzelił gola Ianowi Walkerowi. Do końca sezonu wystąpił jeszcze w 5 spotkaniach i przegrał rywalizację o miejsce w składzie z Francuzem Stéphane Dalmatem i Urugwajczykiem Gustavo Poyetem. Natomiast w sezonie 2004/2005 wystąpił tylko w jednym spotkaniu ligowym „The Spurs”.
Nie mając miejsca w składzie Tottenhamu Mbulelo odszedł do norweskiej Vålerenga Fotball. Swoje pierwsze spotkanie w lidze norweskiej rozegrał 4 lipca 2005 przeciwko Odds BK (3:0), a na koniec roku został mistrzem Norwegii. Przez półtora roku rozegrał w Vålerendze tylko 6 spotkań.
Latem 2006 Mabizela wrócił do RPA, do zespołu Mamelodi Sundowns. W sezonie 2006/2007 wywalczył z Mamelodi swój trzeci tytuł mistrza RPA. W 2009 roku przeszedł do Platinum Stars. Następnie grał w Bidvest Wits (2011-2012) i Chippa United (2013), w którym zakończył karierę.
| Sezon   | Klub              | Kraj              | Rozgrywki          | Mecze | Bramki |
| ------- | ----------------- | ----------------- | ------------------ | ----- | ------ |
| 1999/00 | Mamelodi Sundowns | Południowa Afryka | Castle Premiership | ?     | ?      |
| 2000/01 | Maritzburg United | Południowa Afryka | Castle Premiership | 37    | 6      |
| 2001/02 | Orlando Pirates   | Południowa Afryka | Castle Premiership | 26    | 4      |
| 2002/03 | Orlando Pirates   | Południowa Afryka | Castle Premiership | 25    | 0      |
| 2003/04 | Tottenham Hotspur | Anglia            | Premiership        | 6     | 1      |
| 2004/05 | Tottenham Hotspur | Anglia            | Premiership        | 1     | 0      |
| 2005    | Vålerenga Fotball | Norwegia          | Tippeligaen        | 6     | 0      |
| 2006    | Vålerenga Fotball | Norwegia          | Tippeligaen        | 0     | 0      |
| 2006/07 | Mamelodi Sundowns | Południowa Afryka | Castle Premiership | 4     | 0      |
| 2007/08 | Mamelodi Sundowns | Południowa Afryka | Castle Premiership | 11    | 0      |
| 2008/09 | Mamelodi Sundowns | Południowa Afryka | Castle Premiership | 1     | 0      |
| 2008/09 | Platinum Stars    | Południowa Afryka | Castle Premiership | 0     | 0      |
| 2009/10 | Platinum Stars    | Południowa Afryka | Castle Premiership | 21    | 0      |
| 2010/11 | Platinum Stars    | Południowa Afryka | Castle Premiership | 13    | 0      |
| 2011/12 | Bidvest Wits      | Południowa Afryka | Castle Premiership | 22    | 2      |
| 2012/13 | Bidvest Wits      | Południowa Afryka | Castle Premiership | 6     | 0      |
| 2011/12 | Chippa United     | Południowa Afryka | Castle Premiership | 10    | 1      |

## Kariera reprezentacyjna
W reprezentacji Republiki Południowej Afryki Mabizela zadebiutował 10 listopada 2001 roku w wygranym 1:0 meczu z Egiptem. W 2002 roku został powołany przez selekcjonera Carlosa Queiroza do kadry na Puchar Narodów Afryki 2002. Z RPA dotarł do ćwierćfinału tej imprezy. W swojej karierze wystąpił także w Pucharze Narodów Afryki 2004 i 2006, ale w obu przypadkach drużyna „Bafana Bafana” nie wyszła z grupy. Od 2001 do 2008 wystąpił w kadrze narodowej 44 razy i strzelił 2 gole.